# Charles Berty
Charles Berty  est un coureur cycliste professionnel français, né le 8 septembre 1911 à Saint-Laurent-du-Pont  et mort le 18 avril 1944 à Mauthausen.

## Biographie

### Naissance à Saint-Laurent-du-Pont
Jean Charles Berty naît le 8 septembre 1911 à Saint-Laurent-du-Pont (Isère). Son père, Émile Berty (né à Hauterives (Drôme) le 6 novembre 1871 et mort à Saint-Laurent-du-Pont le 8 février 1957), est chauffeur, et sa mère, Sabine Baude (née à Saint-Joseph-de-Rivière (Isère) le 10 juin 1876 et décédée à Saint-Laurent-du-Pont le 5 novembre 1958), ménagère. C. Berty est le benjamin de sa fratrie : Emile (1901-1978), Marius (1904-1905), Lucien (1904-1979) et Marie (19108-1980).

### Carrière sportive

#### 1930-1932: des débuts en Savoie, premier GP Wolber et inauguration du vélodrome de Grenoble
En 1932, Charles Berty, âgé de vingt ans et exerçant comme couvreur, connaît sa première sélection avec la sélection du Sud-Est pour prendre part au Grand Prix Wolber, compétition réservée aux jeunes coureurs français organisée par le journal l'Auto. Lors de la première étape, il prend la tête au cours de l'étape mais termine à la 29e place, avec un cycle Dilecta, d'une course remportée par André Vanderdonckt. Il recule le lendemain au classement sous un mauvais temps et estime son retard en raison d'une négligence au ravitaillement de sa part. Il est victime lors de la troisième étape d'un saut de chaîne l'empêchant de revenir sur le groupe de tête et d'assister impuissant à la bagarre devant, occupant l'une des dernières places au classement général. Il apprend la gestion d'une course à étapes et maintient sa place dans l'épreuve malgré une sanction financière de 50 francs pour ravitaillement en boisson par un motocycliste lors de la sixième étape. Il est salué par la presse, qui le découvre, qui souligne sa fougue mais également sa malchance durant l'épreuve avec un bris de fourche, de cadre et de nombreuses crevaisons.
Dès lors, Charles Berty s'exerce autant sur la route que la piste. Dans cette dernière, il prend ainsi part à différents grands prix tel Aubagne et inaugure le nouveau vélodrome de Grenoble en août 1932 dont la piste est placé dans le Parc de l'Exposition, devant les représentants de la Préfecture de l'Isère et de la municipalité de Grenoble.

#### 1934: retour aux compétitions après un an de retrait
Absent des courses en 1933, il revient en 1934, initialement remplaçant, pour finalement participer au Paris-Nice en étant individuel (et non au sein d'une équipe) qu'il finit dans les dernières places tout comme au Critérium national de la route. Il dispute par la suite Paris-Tours où pour la première fois il apparaît sous le nom de « Charles Berty » et non plus de « Jean Berty » et animant cette épreuve en étant échappé avant de se faire reprendre par le peloton. Il dispute alors sa seconde édition du Grand Prix Wolber et réussit son passage bien mieux que deux ans auparavant, intégrant le top 10 du général après la troisième étape, terminant à la 3e place de la 4e étape sur un sprint, et une vingtième place finale.
A l'été 1934, C. Berty prend part aux épreuves de piste à travers la France, avec un crochet par la route pour une vingtième place au Marseille-Lyon d'une course remportée par Lucien Weiss, et une dixième place au Clermont-Montluçon. Enfin, il déclare à la question de la presse si celui-ci se repose en hiver qu'il s'adonne la pratique du ski les dimanches et à son travail de couvreur. Il explique faire un peu de route, beaucoup de home-trainer et tous les jours des sorties de 100 à 150 km.

#### 1935: arrivée dans l'équipe professionnelle Helyett-Hutchinson et première participation au Tour de France
En décembre 1934, après avoir toujours évolué en indépendant, il est engagé par l'équipe d'Helyett-Hutchinson qui comprend le grand espoir René Vietto. Désormais inscrit dans une dynamique d'une équipe, Charles Berty se voit de nouvelles ambitions. Il prend part au Paris-Nice en le préparant dans la Grande Charteuse avec la ferme intention de se monter à son avantage même s'il n'y évolue pas sous la tunique de son équipe mais comme indépendant, dans l'optique de vouloir participer au Tour de France cet été 1935. Il est tout proche de remporter une victoire prestigieuse lors de la troisième étape entre Saint-Étienne et Avignon en étant battu par Henri Puppo au sprint, et finit à une 19e place au général.
Il change alors de statut et est désormais incorporé au sein de l'équipe d'Helyett-Hutchinson  pour les classiques que sont Paris-Roubaix, Paris-Caen, le Critérium national de la route et Paris-Bruxelles. Il termine à la 21e place d'un Paris-Caen remporté par Maurice Archambaud et ne peut pas se mêler à la lutte au Paris-Bruxelles en raison d'un saut de chaîne. La presse maintient ses espoirs en lui en le jugeant « bon coureur de courses par étapes, dur-à-cuire et bon grimpeur » avant le Grand Prix Wolber qu'il termine à la 13e place.
Fin mai 1935, il apprend sa première sélection pour disputer le Tour de France avec l'équipe des « Touristes-Routiers »à son grand soulagement et portera le dossard n°110. S'entraînant dans les Alpes, il possède un avantage face à de nombreux coureurs qui découvriront les Alpes et prennent quelques jours fin juin pour des reconnaissances.
En ce Tour de France 1935, Charles Berty connaît tout d'abord une mésaventure lors de la deuxième étape entre Lille et Charleville en cassant sa fourche et concédant 55 minutes. L'arrivée des Alpes lui permet de remonter des places au classement, vingt de gagné lors de Metz-Belfort (4e étape) et vingt autres lors de Belford-Evian (5e étape). Dixième de l'étape Aix-les-Bains-Grenoble après une grave chute dans la descente du Galibier, il est victime les étapes suivantes de plusieurs crevaisons, et lui porte un coup au moral, lui qui désirait briller à Grenoble. Il affronte ensuite le froid du col de Puymorens en montant sur Luchon, frigorifié, puis confie sa souffrance dans l'Aubisque et le Tourmalet au lendemain de la 16e étape entre Pau et Luchon, tout en restant positif car est désormais complètement guéri de son passage dans les Alpes. Il tente des échappées les jours suivants sans réussite et finalement finit à la 37e place finale de son premier Tour de France sans être parvenu à se distinguer en montagne. Au bilan de son Tour de France, la presse, dont l'Auto, souligne sa « maigre performance en montagne ». Il participe les mois suivants à des courses sur route et sur piste à travers la France, avec pour performance une animation au Championnat de France des aspirants où il prend part à une échappé avec Jean Fréchaut avant de laisser ce dernier s'emparer du titre et lui à la 9e place. En octobre, il honore son service militaire en rejoignant le 9e cuirassiers sur Lyon, est confirmé au sein de l'équipe d'Helyett pour l'année 1936 et ouvre son magasin de cycles à Grenoble en décembre 1935.

#### 1936:25edu Tour de France, une arrivée d'étape à Grenoble restée dans les mémoires
Engagé au sein de l'équipe Helyett-Hutchinson, gérée par le directeur sportif A. Trialoux, pour une seconde année, Charles Berty est annoncé au Paris-Nice mais dans le groupe « Individuels ». Il prépare son année avec son équipe au centre d'entraînement de Connelles dans l'Eure. Au Paris-Nice, il ne parvient pas à se mettre en évidence avant la 6e étape où il y prend la 6e place, et une 22e place au classement général final. Il rebondit sur le Paris-Caen où une grosse pluie accompagne les coureurs. Grand animateur de cette course d'un jour, il finit finalement à la 7e place d'une course remportée par Emile Ignat. Sélectionné pour le Paris-Roubaix au sein de l'équipe Helyett-Hutchinson, il est cité comme un outsider à la vue de ses qualités de rouleur. Disputé sous la neige, Paris-Roubaix voit C. Berty animé la course en prenant les premières échappées mais celui-ci renonce à se mêler à la tête en raison d'une crevaison. Il poursuit son année avec Paris-Bruxelles, Paris-Tours et le GP Wolber. Dans ce dernier, C. Berty est tout près d'une victoire lors du contre-la-montre entre Voutenay et Auxerre avec une seconde place derrière Lesueur. Au classement général final, il prend une 8e place.
Mi-mai, C. Berty apprend sa sélection pour la Tour de France dans la sélection des « touristes-routiers », preuve de ses bons résultats dans les courses depuis le début de l'année. Il remporte le 26 mai 1936 le Grand Prix du Petit Dauphinois dont l'arrivée est à Chambéry, puis prend une 5e place au classement général du Paris-Saint-Etienne.
A la veille du Tour de France, il est cité comme bon grimpeur et il est attendu qu'il se révèle en montagne. C. Berty a coché la 7e étape de ce Tour de France avec une arrivée dans sa ville de Grenoble. En cette étape, auteur d'une descente de haute volée du Galibier, où il compte près de quatorze minutes de retard sur les coureurs de tête, lui permettant de revenir sur les premières places. En arrivant sur Grenoble, il mène le groupe d'échappée composé de douze coureurs, porté par la foule venue nombreuse mais, au prix des efforts déjà effectués, s'avoue vaincu dans la ligne droite par Théophile Middlekamp, C. Berty prenant une valeureuse quatrième place. Le lendemain, les commissaires de course sanctionnent C. Berty en le rétrogradant au douzième rang. En effet, ces derniers avaient mis en place une sécurisation du vélodrome de Grenoble en entendant arrêter le pelonton de tête avant l'entrée sur la piste pour lui faire disputer en ligne le classement de l'étape, or C. Berty, connaissant les difficultés d'accès au stade en tant que régional de l'étape, avait poussé outre cette décision pour arriver en tête dans le vélodrome et fut mis à l'amende pour une somme de 25 francs.
Malgré ce déclassement, C. Berty jubile en déclarant « Je n'ai pas eu de chance jusqu'à maintenant, heureusement que j'ai fait une belle étape chez moi, à Grenoble, devant mes clients et ma fiancée. Vivement les étapes contre la montre ! ». Le 27 juillet 1936, il se classe ainsi 5e de l'étape Luchon-Pau, étape où le Belge Sylvère Maes consolide son maillot jaune en la remportant avec près de huit minutes d'avance sur le second. C. Berty poursuit ses efforts les jours suivants, tentant des échappées et animant la course, sans grand succès. Son compagnon de chambre, Aldo Bertocco, doit subit une opération pour un abcès à la main le 30 juillet, et termine lanterne rouge de ce Tour, il remercie C. Berty de l'avoir aidé et consolé durant cette course et s'excuse de lui avoir volé des heures de sommeil. Le Tour de France se clôt à Paris le 2 août 1936, C. Berty termine à la 25e place au classement général final à plus de 2 heures du vainqueur du Tour le Belge Sylvère Maes devant Antonin Magne et Félicien Vervaecke. Le journal l'Auto dresse un portrait de lui soulignant que « Berty est de la même série que Pierre Cloarec. Il n'est pas, toutefois, aussi bon grimpeur que ce dernier. Il a l’avantage de faire de très belles fin d’étapes. C'est un animateur, qui paie souvent lui aussi ses excès ». Après le Tour de France, C. Berty et Aldo Bertocco s'allient pour des épreuves de cyclisme sur piste pour des épreuves d'omnium et d’américaine entre Grenoble, Lyon et Commercy, et annonce qu'il est marié en septembre 1936, confirmant qu'il travaille au sein de son magasin avec son frère à Grenoble.
Il quitte en octobre 1936 son équipe d'Helyett et signe avec A. Bertocco au sein de l'équipe Mercier.

#### 1937: Arrivée chez Mercier
Intégré à sa nouvelle équipe, il est annoncé en mars sur le Paris-Nice au sein de Mercier où se trouvent Roger Lapébie, René Le Grevès et Pierre Cloarec.

#### Suite de sa carrière
Il était détenteur de six records du monde sur piste et participe trois fois au Tour de France en 1935, 1936, 1939. Son record de France des 100 kilomètres, repris par Hervé Boussard, aura tenu 50 ans. Il est le premier à entrer sur le vélodrome lors de l'étape Aix-les-Bains/Grenoble du Tour 1939.

### Entrée en Résistance, déportation et décès à Mauthausen
Patriote courageux et engagé tôt dans la Résistance, Charles Berty fut dénoncé et mourut de coups et de mauvais traitements en déportation au camp de concentration de Mauthausen le 18 avril 1944.
Une plaque commémorative a été dévoilée le 20 décembre 2010, au stade des Alpes, à l'emplacement de l'ancien stade Charles-Berty à Grenoble. Une rue porte son nom à  Saint-Laurent-du-Pont, sa ville natale.

## Palmarès sur route

### Résultats sur les grands tours

#### Tour de France
Trois participations :
| - 1935 : 37e (Touriste-Routier) - 1936 : 25e (Touriste-Routier) - 1939 : 33e (Sud-Est) |

## 6 records du monde sur piste
Liste des 6 records du monde sur piste, battus par Charles Berty, sur le vélodrome de Milan, le 16 novembre 1938.
Il s'arrêtera aux 93 kilomètres, transis par le froid, et ne sera jamais recordman du monde des 100 kilomètres.
Ses records du monde:
- Les 70 kilomètres
- Les 80 kilomètres
- Les 90 kilomètres
- Les deux heures
- Les 40 milles
- Les 50 milles

Étonnamment, Charles Berty ne détient pas le record de l'heure cycliste, on n'a pas de trace sur d'éventuelles tentatives sur ce record mythique.

## Évolution du record de France des100km(toutes catégories)
3 h 04 min 07 s Henri Desgrange 01/08/1893 vélodrome Buffalo
2 h 53 min 38 s Bresson 24/10/1897 Dijon 
2 h 49 min 58 s Capelle 20/10/1898 Dijon 
2 h 45 min 46 s Hervy 06/09/1907 vélodrome Buffalo
2 h 30 min 39 s Alcide Rousseau 11/08/1922 Le Creusot 
2 h 27 min 25 s Jean Malaval 01/09/1938 La Croix-de-Berny
2 h 26 min 33 s Charles Berty 10/11/1938 Vélodrome Milan
2 h 26 min 21 s Charles Berty 15/11/1938 Milan
2 h 24 min 04 s Hervé Boussard 13/04/1988 St Denis